# Карта поляка

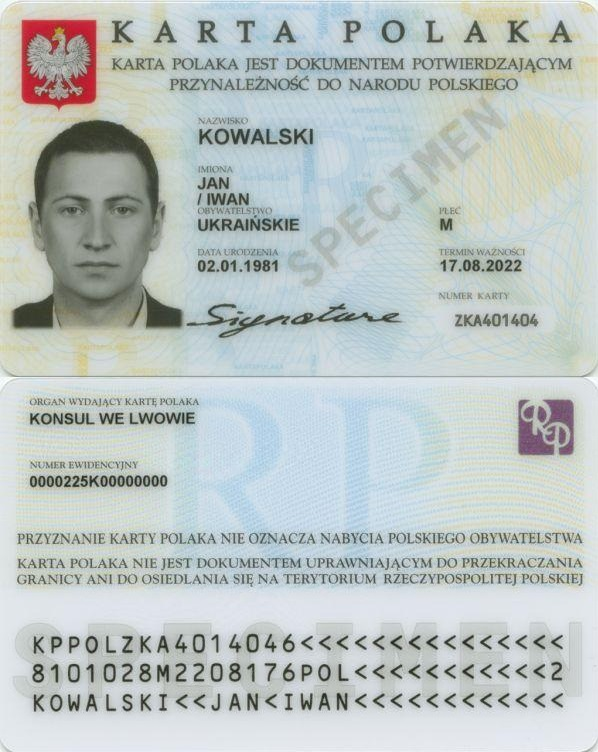
Карта поляка

Карта поляка (пол. Karta Polaka) — документ, подтверждающий принадлежность лица к польскому народу.
Владелец карты имеет ряд прав негражданского характера, вытекающих из Закона о карте поляка, принятого 7 сентября 2007 года Сеймом Республики Польша. Официальная цель введения карты — реализация положений Конституции Республики Польша о помощи полякам, оказавшимся за границей, исполнение морального долга перед ними, укрепление связи между поляками и их исторической родиной. Косвенная цель — привлечение в Польшу близких в культурном отношении трудовых мигрантов.

## Описание
С 2008 года до 2019 года право на получение документа имели граждане стран бывшего Союза ССР (Россия, Украина, Молдова, Беларусь, Эстония, Латвия, Литва, Грузия, Армения, Азербайджан, Казахстан, Узбекистан, Туркменистан, Таджикистан, Кыргызстан), а также неграждане стран Балтии.
После принятия 16 мая 2019 года поправок к закону возможность получения карты поляка получили соответствующие требованиям лица вне зависимости от гражданства.
Рассмотрение заявлений о выдаче карты поляка является прерогативой польских государственных органов — консульств и воеводских управлений. Все связанные с этим процедуры бесплатны для заявителя и не требуют участия третьих лиц и организаций (курсов польского языка, коммерческих посредников и так далее). С момента принятия закона были выявлены неоднократные случаи мошенничества, связанные с введением в заблуждение, подлогом и попытками подкупа представителей власти с целью получения данного документа.
Получение карты поляка не означает предоставления польского гражданства, права на переселение в Польшу и права безвизового пересечения польской границы.

### Требования к кандидатам
- подтверждение наличия родственников польской национальности по прямой восходящей линии (отец, мать, бабушка, дедушка, двое из прабабушек и прадедушек), либо подтверждение активного участия в деятельности, связанной с поддержкой польского языка, культуры или польского национального меньшинства в течение по крайней мере последних трёх лет, выданной аккредитованной польской организацией;
- отсутствие польского гражданства или постоянного вида на жительство в Польше;
- письменная декларация о принадлежности к польскому народу в присутствии польского консула или воеводы;
- демонстрация владения польским языком на базовом уровне и признание его родным в присутствии консула или предоставление сертификата о владении польским языком;
- демонстрация знания и следования основным польским традициям и обычаям в присутствии польского консула или воеводы;
- заявление в присутствии польского консула или воеводы, что заявитель и родственники по восходящей линии в 1944—1957 годы не репатриировались сами и не были репатриированы по межгосударственному соглашению Польшей и БССР, УССР, ЛССР и СССР).

Карту поляка может также получить лицо, польское происхождение которого было подтверждено согласно положениям закона от 9 ноября 2000 года о репатриации.
Косвенным фактором является отсутствие действий и высказываний заявителя, наносящих прямой или косвенный ущерб польскому государству, его политике и имиджу.
Несовершеннолетним карту поляка можно получить только по заявлению родителей, которые уже имеют такую карту. В случае, если карту поляка имеет только один из родителей, ребёнок может получить карту только с согласия второго родителя в присутствии консула при подаче заявления.
Карта поляка действительна 10 лет со дня выдачи, с возможностью продления каждые 10 лет. Лицам, которым исполнилось 65 лет, карта выдаётся бессрочно.

### Права
Лица, обладающие картой поляка, имеют право:
- бесплатно получать долгосрочную национальную визу, дающую право на многократное пересечение границ Польши без предоставления дополнительных документов (приглашение, разрешение на работу и так далее);
- легально работать на территории Польши без получения специального разрешения на работу;
- заниматься на территории Польши предпринимательской деятельностью на тех же основаниях, что и граждане Польши;
- бесплатно посещать все государственные музеи Польши;
- пользоваться 37 % скидкой на железнодорожный транспорт на территории Польши[9];
- в чрезвычайных ситуациях обращаться за бесплатной экстренной медицинской помощью на тех же условиях, что и польские граждане;
- пользоваться на территории Польши бесплатной системой образования на тех же основаниях, что и граждане Польши[10][11];
- в первоочередном порядке получать финансовые средства, предназначенные на поддержку поляков за границей, из бюджета польского государства или из бюджета местного самоуправления на уровне гмины.

В декабре 2015 года Правительство Польши начало рассмотрение поправки к закону о карте поляка, которые касаются финансовой поддержки со стороны государства. На денежную помощь смогут рассчитывать обладатели карты, желающие связать свою жизнь с Польшей. Поправки предусматривают поддержку в размере 5400 евро на каждого члена семьи, переехавшей в Польшу и снявшей там квартиру. Она будет заключаться в частичной оплате арендованного жилья в размере 6 среднестатистических зарплат на каждого члена семьи.

### Аннулирование
Закон предусматривает возможность добровольного отказа от карты поляка, а также её аннулирования в случае, если обладатель своим поведением порочит Польшу и польский народ. Карта становится недействительной после получения разрешения на постоянное проживание в Польше или польского гражданства.
В 2024 году Польша аннулировала 157 карт поляка из-за того, что для их получения использовались фальшивые документы, а также по причинам, связанным с безопасностью. Ещё четыре человека лишились карт поляка за «поведение, недостойное Польской Республики и поляка».

### Статистика выдачи

Распространенность карты поляка в Беларуси, Латвии, Литве, России, Эстонии и на Украине по данным на 2020 год

В 2008—2021 годах на получение карты поляка подали заявки 350 170 человек. Из этого числа 46,22 % заявок подано из Беларуси (161 861) и 41,87 % заявок подано с Украины (146 628).
| Граждане государства | 2010 | 2015  | 2016  | 2017  | 2018  | 2019  | всего за 2008—2019 |
| -------------------- | ---- | ----- | ----- | ----- | ----- | ----- | ------------------ |
| Армения              | 10   | 6     | 6     | 8     | 8     |       | 95 (2008—2018)     |
| Аргентина            |      |       |       |       |       |       | 1905               |
| Азербайджан          | 0    | 9     | 11    | 13    | 31    |       | 148 (2008—2018)    |
| Беларусь             | 8571 | 12791 | 12496 | 16153 | 17112 | 18127 | 143955             |
| Бразилия             |      |       |       |       |       |       | 1124               |
| Грузия               | 5    | 9     | 27    | 49    | 31    |       | 177 (2008—2018)    |
| Казахстан            | 242  | 208   | 422   | 359   | 370   |       | 3084 (2008—2018)   |
| Латвия               | 209  | 50    | 67    | 88    | 188   | 122   | 2071               |
| Литва                | 902  | 272   | 381   | 506   | 525   | 874   | 8433               |
| Молдова              | 89   | 245   | 189   | 161   | 160   |       | 1707 (2008—2018)   |
| Россия               | 399  | 520   | 533   | 468   | 896   | 1076  | 7148               |
| Туркменистан         | 11   | н/д   | н/д   | н/д   | н/д   |       | 53 (2008—2018)     |
| Узбекистан           | 16   | 90    | 40    | 32    | 53    |       | 584 (2008—2018)    |
| Украина              | 7250 | 8867  | 12684 | 12349 | 15294 | 12416 | 120052             |
| Эстония              | 1    | 0     | 2     | 11    | 1     | 4     | 23                 |
| другие страны        | 28   | 40    | 46    | 68    | 58    |       | 414 (2008—2018)    |

### Критика
Осенью 2023 г. депутат польского Сейма Ханна Гилл-Пентек (от «Гражданской коалиции») публично усомнилась в правомерности выдачи некоторых карт поляка. Ханна Гилл-Пентек показала скриншоты, по ее словам, из русскоязычных телеграм-каналов и с сайтов, где якобы публикуют объявления о продаже карт поляка или документов, на основании которых они выдаются. Депутат сообщила, что в 2022 году заявления на карту поляка подали более 26 тысяч человек, однако часть этих документов могла быть выдана необоснованно — по сути, продана. «Не только наша безопасность, но и национальная идентичность была предметом покупки. Это просто скандал!» — заявила она.

В 2024 году министр иностранных дел Радослав Сикорский заявил в Сенате: 
В связи с политической ситуацией, особенно в двух последних странах, нарастает необходимость внесения изменений в закон о карте поляка для чёткого уточнения критериев, дающих право на её получение, прежде всего ради нашей безопасности. Органы, уполномоченные рассматривать заявки на карту поляка, сталкиваются со всё более серьёзными угрозами. Одна из ключевых — это возможность создания враждебными Польше спецслужбами практически любого досье на кандидата.
В этой связи планируется ужесточить условия выдачи карт поляка. В принятой в 2025 году стратегии сотрудничества с Полонией предлагается устранить случаи злоупотребления при выдаче карт поляка, прежде всего фальсификации документов о польском происхождении. Кроме того, стратегия требует отменить возможность получения карты поляка на основании активности в польских организациях. Вместо этого предлагается сделать упор на знании заявителем польского языка и культуры.

## Позиция третьих стран

### Беларусь
Конституционный суд Республики Беларусь в 2011 году признал ряд норм Закона о карте поляка противоречащими нормам международного права.
Белорусский парламент в 2012 году принял поправки к закону «О статусе депутата Палаты представителей, члена Совета Республики Национального собрания Республики Беларусь», запретив депутатам этих органов власти пользоваться картой поляка.
С 11 июля 2023 года обновлённый Закон Республики Беларусь «О гражданстве Республики Беларусь» требует от граждан уведомлять государство о наличии «иностранных документов». Однако ответственность за неуведомление не установлена.
В 2023 году СМИ сообщали, что у приезжающих на родину белорусов на границе белорусские власти требуют «добровольно» отказаться от «карты поляка».
В ответ польские власти планируют изменить код выдаваемой визы с D18 на D23, чтобы сложнее было определить обладателя карты поляка. Новые правила выдачи виз вступили в действие с 31 января 2024 года.
В январе 2024 года начальник департамента по гражданству и миграции МВД Беларуси Алексей Бегун заявил, что карта поляка «наносит ущерб национальной безопасности», поэтому государство «предпринимает целый ряд шагов для того, чтобы минимизировать вообще желание граждан Беларуси получать карту поляка». В качестве таких шагов журналисты отмечают закрытие польских школ и польских языковых курсов в Беларуси.
Осенью 2024 году СМИ сообщили, что белорусские власти планируют ввести специальную «Карту беларуса». Это предложение прописано в проекте Национальной стратегии достижения целей устойчивого развития до 2040 года.

### Литва
В 2009 году 31 депутат Сейма Литвы проголосовал за то, чтобы запросить Конституционный суд, вправе ли депутат Сейма «иметь документ иностранного государства, выданный им по законам этого государства, который предоставляет этому члену Сейма определённые политические, социально-экономические и культурные права в этом государстве», но запрос не был утверждён. Глава комитета по международным делам Сейма Литвы А. Ажубалис заявил, что карта поляка угрожает дружественным отношениям Польши и Литвы.
В 2011 году председатель комитета по праву и правопорядку литовского парламента Стасис Шедбарас заявил, что «введение документов, дающих преимущество по национальному признаку гражданам Литвы одной национальности, не совсем лояльный подход по отношению к соседней стране». В 2012 году в Сейм Литвы была внесена поправка о запрете обладателям карты поляка избираться в Сейм, но она не была принята.
Наличие карты поляка не стало препятствием для лидера Избирательной акции поляков Литвы Вальдемара Томашевского стать претендентом в кандидаты на пост главы государства на президентских выборах в 2009, 2014 и 2019 годах.

### Россия
В 2023 году губернатор Калининградской области Антон Алиханов предложил использовать опыт «карты поляка» в России — создать по её подобию «карту соотечественника» для поддержки процессов «мягкой репатриации» бывших россиян из-за рубежа.